# Alliopsis heterophalla
Alliopsis heterophalla är en tvåvingeart som beskrevs av Fan och Wu 1983. Alliopsis heterophalla ingår i släktet Alliopsis och familjen blomsterflugor. Inga underarter finns listade i Catalogue of Life.